# Henri de Sévery
Henri de Sévery ou Severy, mort à Rodez en 1396, est un ecclésiastique du XIVe siècle qui fut notamment prieur, recteur du Comtat Venaissin, évêque de Maurienne puis de Rodez.

## Biographie

### Origines
La date de naissance d'Henri de Sévery (de Siviriaco, on trouve également de Séneri, voire Severy sans accent) n'est pas précisément connue, mais il semble être né dans la paroisse vaudoise de Sévery, sous administration savoyarde. Il est issu d'une « famille très distinguée du pays de Vaud », fils de Jacques et de Marguerite de Dizy.

### Carrière ecclésiastique
Il devient moine de l'abbaye de Romainmôtier (Vaud), en 1347. Il devient chantre (1352), puis aumônier (1354) de cette dernière. Il devient prieur de Vaucluse (Franche-Comté) entre 1360 et 1369, puis de Payerne et de Baulmes (Vaud), entre 1369 et 1371, et enfin prieur de Romainmôtier, de 1371 à 1380,
Le prieur de la Collégiale Saint-Barnard de Romans, après en avoir été le Régent puis le Vice-recteur, fut nommé Recteur du Comtat Venaissin, en 1379, par Clément VII, issu des comtes de Genève, son protecteur,, qui le plaça ensuite sur le siège épiscopal de Saint-Jean-de-Maurienne en 1381,.

### Épiscopat
Il succède à l'évêque Jean de Malabaïla à la tête du diocèse de Maurienne, vers la fin de l'an 1380 (le DHS donne l'an 1381), toutefois le chanoine Angley précise que l'on ne trouve « aucune trace de l'élection faite par le Chapitre »,. Le Chapitre semble donc n'avoir joué aucun rôle dans sa nomination et que la décision, ne reposant sur aucune élection, vienne directement de Clément VII,. Selon le curé Joseph-Antoine Besson, il ne serait entré dans son évêché que le 8 janvier 1383.

## Recteur du Comtat Venaissin
Le 24 octobre 1383, il présida à l'annexion de Grillon au Comtat en application de la transaction entre la papauté d'Avignon et le Dauphin Charles qui recevait en échange la moitié de Montélimar qui dépendait du Siège Apostolique. La même année, il vidimait là l'accord passé en 1339 entre les Conseils de Ville de Carpentras, Sarrians, Monteux et Loriol au sujet de l'entretien des chaussées et voies carrosables. Au cours du mois de juin 1384 ou de l'an 1385 (DHS), il est nommé responsable du diocèse de Rodez, mais resta en poste à Avignon.
Le 12 novembre 1386, François de Conzié, Vicaire Général du diocèse d’Avignon et Camérier, donnait à Henri de Sévery et à ses officiers des lettres déclarant que les habitants de Saint-Rémy-de-Provence étant « rentrés sous obéissance et communion du Saint-Siège », ils devaient être protégés et traités favorablement. Cette décision relevait les Saint-Rémidois de leur hommage à Raymond de Turenne, seigneur du lieu, qui guerroyait contre Clément VII qui l'avait spolié de ses biens et fiefs.
Au cours du mois d'avril 1387, le Recteur envoya des lettres d'exécution pour la levée de 6 000 florins d'or sur les trois États du Comtat, impôt voulu par le pape pour continuer sa guerre contre le vicomte de Turenne. Le 22 novembre 1388, à Avignon et dans le Comtat, la crainte est vive d’une réaction de Raymond de Turenne et d’un recrutement de troupes en haut Languedoc. Guilhonet de Vallat, damoiseau du diocèse d’Auch, est envoyé à Rodez par Henri de Sévery afin de rencontrer Guyot de Cressent et Pierre de Montfaucon, capitaines de compagnies et connaître leurs intentions. Ce ne fut qu’après la mi-décembre que Guilhonet revint accompagné de Galhardon d’Apcher, nonce de Guyot de Cressent. Il était porteur de lettres pour Clément VII.
Au début de l'année 1389, Henri de Sévery, rédigea de nouveaux statuts pour le Comtat Venaissin en remplacement de ceux de Philippe de Cabassolle. Clément VII les confirma par une bulle publiée à Avignon le 24 mars 1390.
En 1390 pour tenter de mettre un terme au conflit entre Clément VII et Raymond de Turenne, le Recteur du Comtat se rendit dans son diocèse de Rodez pour participer à la rédaction de la convention préparatoire entre le comte d’Armagnac et Robert du Bosc, évêque de Couserans et légat pontifical. Le comte d’Armagnac s’était déplacé accompagné de 500 bassinets (hommes de troupes). Selon les termes d'une lettre, datée du 30 mai 1390 et envoyée par Jean d’Aragon au gouverneur du Roussillon, tous pensaient que Louis III d’Armagnac arrivait pour aider Raymond de Turenne contre le pape.
Les deux parties s’engageaient à respecter une trêve d’un an. Il était prévu que le vicomte ferait de même avec Marie de Blois, Louis II de Poitiers-Valentinois et Jean de Poitiers, le nouvel évêque du comté de Valentinois. Clément VI pour appuyer sa politique dans ce comté avait placé Henri Bayler (ou Bayers), évêque de Valentinois, sur le siège d’Alet où il remplaçait Robert du Bosc qui devenait légat pontifical et évêque de Couserans. Le pape avait alors désigné Jean de Poitiers pour prendre la tête du double diocèse de Valence et de Die.
Il fut notifié que, si l’un des contractants rompait la trêve, Jean III d’Armagnac lui ferait guerre avec celui qui l’avait respectée. Un avenant de la convention, rédigé en occitan, disait explicitement : « Et aissi meteis si era en colpa de Nostre Senhor lo Pape, vol lo dit Mossen Ramon que lo dit Conte sia tengut d’aiudar a lui contre lo dit Nostre Senhor lo Pape ».

## Mort et sépulture

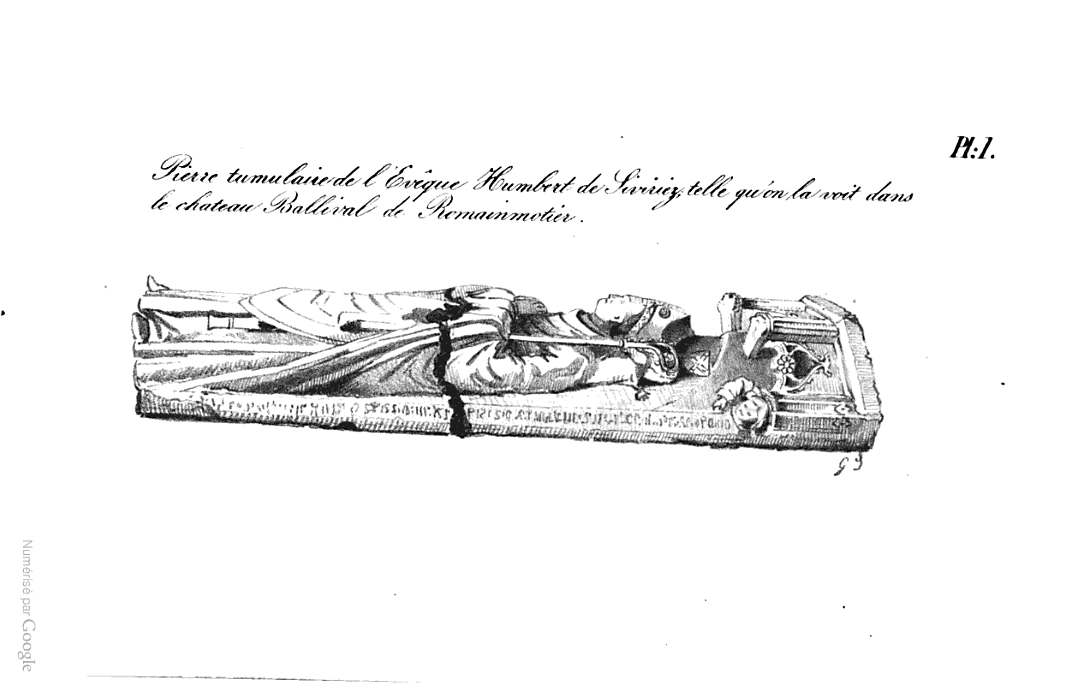
Tombeau du prieur Henri de Sévery.

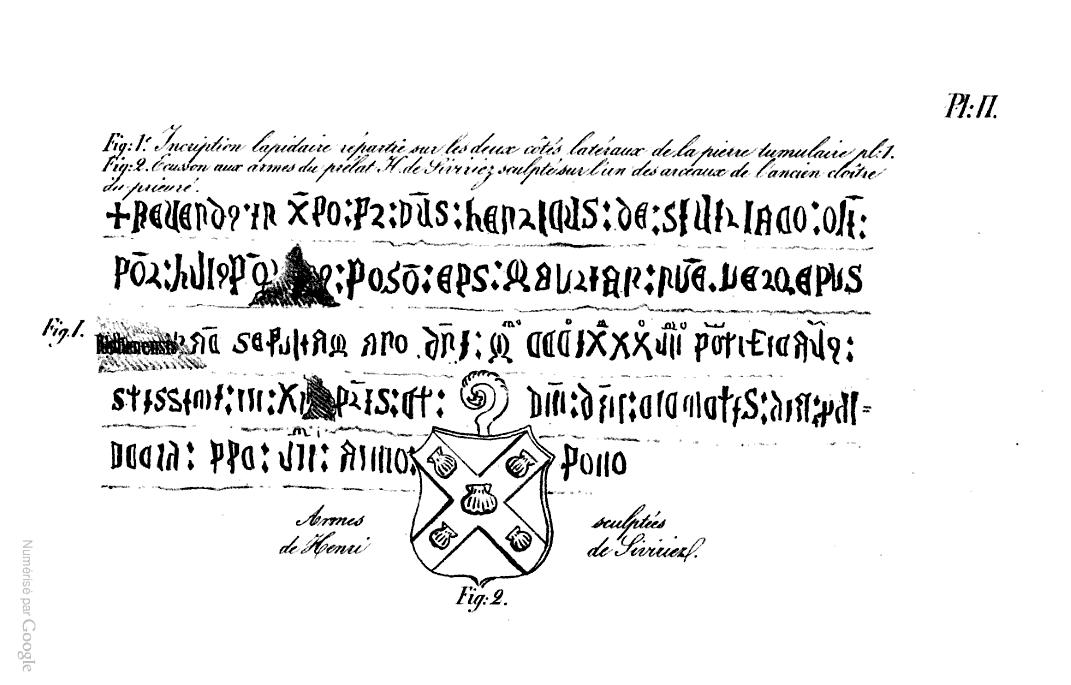
Inscription de la pierre tombale.

L'évêque Henri de Sévery, remplacé à Carpentras par Odon de Villars, un militaire, reste désormais à Rodez où il décéde en 1396.
Il est inhumé dans l'église du prieuré clunisien de Romainmôtier, où il avait fait ériger en 1385-1387 un tombeau monumental par le sculpteur Guillaume de Calesio et reconstruire une partie du cloître peu avant sa mort, travaux qui furent achevés par son successeur, Jean de Seyssel.

## Armoiries épiscopales
| Sévery | Les armes du Recteur du Comtat Venaissin peuvent se blasonner ainsi : de gueules à la croix d'argent, chargé en chef de trois coquilles ordonnées en fasce. Les armes figurant sur son tombeau sont "de gueules au sautoir d’argent chargé de cinq coquilles de sable" ; l'écu est timbré d'une crosse d'or. |